# العلاقات السويدية الماليزية
العلاقات السويدية الماليزية هي العلاقات الثنائية التي تجمع بين السويد وماليزيا.

## مقارنة بين البلدين
هذه مقارنة عامة ومرجعية للدولتين:
| وجه المقارنة                                              | السويد                                                                               | ماليزيا       |
| --------------------------------------------------------- | ------------------------------------------------------------------------------------ | ------------- |
| المساحة (كم2)                                             | 450.30 ألف                                                                           | 330.29 ألف    |
| عدد السكان (نسمة)                                         | 10.16 مليون                                                                          | 31.62 مليون   |
| الكثافة السكانية (ن./كم²)                                 | 22.56                                                                                | 95.73         |
| العاصمة                                                   | ستوكهولم                                                                             | كوالالمبور    |
| اللغة الرسمية                                             | اللغة السويدية، لغات السامي، اللغة الفنلندية، منكيلي، اللغة الرومنية، اللغة اليديشية | لغة ماليزية   |
| العملة                                                    | كرونة سويدية                                                                         | رينغيت ماليزي |
| الناتج المحلي الإجمالي (بليون دولار)                      | 538.04 مليار                                                                         | 314.50 مليار  |
| الناتج المحلي الإجمالي (تعادل القوة الشرائية) بليون دولار | 469.01 مليار                                                                         | 817.43 مليار  |
| الناتج المحلي الإجمالي الاسمي للفرد دولار أمريكي          | 50.58 ألف                                                                            | 9.77 ألف      |
| الناتج المحلي الإجمالي للفرد دولار أمريكي                 | 45.30 ألف                                                                            | 25.64 ألف     |
| مؤشر التنمية البشرية                                      | 0.907                                                                                | 0.779         |
| رمز المكالمات الدولي                                      | +46                                                                                  | +60           |
| رمز الإنترنت                                              | .se                                                                                  | .my           |
| المنطقة الزمنية                                           | توقيت وسط أوروبا، ت ع م+01:00، ت ع م+02:00، أوروبا/ستوكهولم ‏                         | ت ع م+08:00   |

## منظمات دولية مشتركة
يشترك البلدان في عضوية مجموعة من المنظمات الدولية، منها:
| علم المنظمة | اسم المنظمة                               | تاريخ انضمام السويد | تاريخ انضمام ماليزيا |
| ----------- | ----------------------------------------- | ------------------- | -------------------- |
|             | بنك التنمية الآسيوي                       | 1966                | 1966                 |
|             | مؤسسة التنمية الدولية                     | 24 سبتمبر 1960      | 24 سبتمبر 1960       |
|             | يونسكو                                    | 23 يناير 1950       | 16 يونيو 1958        |
|             | وكالة ضمان الاستثمار متعدد الأطراف        | 12 أبريل 1988       | 6 ديسمبر 1991        |
|             | الأمم المتحدة                             | 19 نوفمبر 1946      | 17 سبتمبر 1957       |
|             | الفريق المعني برصد الأرض                  | ?                   | ?                    |
|             | الاتحاد البريدي العالمي                   | ?                   | ?                    |
|             | البنك الدولي للإنشاء والتعمير             | 31 أغسطس 1951       | 7 مارس 1958          |
|             | المنظمة الهيدروغرافية الدولية             | ?                   | ?                    |
|             | الاتحاد الدولي للاتصالات                  | 1866                | 3 فبراير 1958        |
|             | منظمة حظر الأسلحة الكيميائية              | ?                   | ?                    |
|             | مؤسسة التمويل الدولية                     | 20 يوليو 1956       | 20 مارس 1958         |
|             | المركز الدولي لتسوية المنازعات الاستشارية | 28 يناير 1967       | 14 أكتوبر 1966       |
|             | منظمة التجارة العالمية                    | 1995                | ?                    |
|             | منظمة الشرطة الجنائية الدولية             | ?                   | ?                    |

## أعلام
هذه قائمة لبعض الشخصيات التي تربطها علاقات بالبلدين:
- بينغت روسيو (دبلوماسي ومؤلف سويدي، 14 مايو 1927 – 19 مايو 2019)

## وصلات خارجية
- موقع وزارة الخارجية السويدية
- موقع وزارة الخارجية الماليزية